# Relaciones México-Unión Europea
Las relaciones México-Unión Europea se refiere a las relaciones diplomáticas entre la Unión Europea y México. México tiene un tratado de libre comercio con la Unión Europea (UE) desde el año 2000 y ambos se benefician de los altos flujos de inversión.
México y la Comunidad Económica Europea (CEE) firmaron un acuerdo por primera vez con el objetivo de fomentar las relaciones económicas y comerciales el 15 de julio de 1975.

## Acuerdos
En 1997, México fue el primer país en América Latina en firmar un acuerdo de asociación con la UE. El "Acuerdo de asociación económica, de coordinación política y de cooperación UE-México" entró en vigor en 2000 y estableció una zona de libre comercio entre los dos partidos (véase la sección de comercio más adelante). También establece contactos regulares de alto nivel entre la UE y México y actúa como catalizador para mayores flujos de inversión.

## Comercio

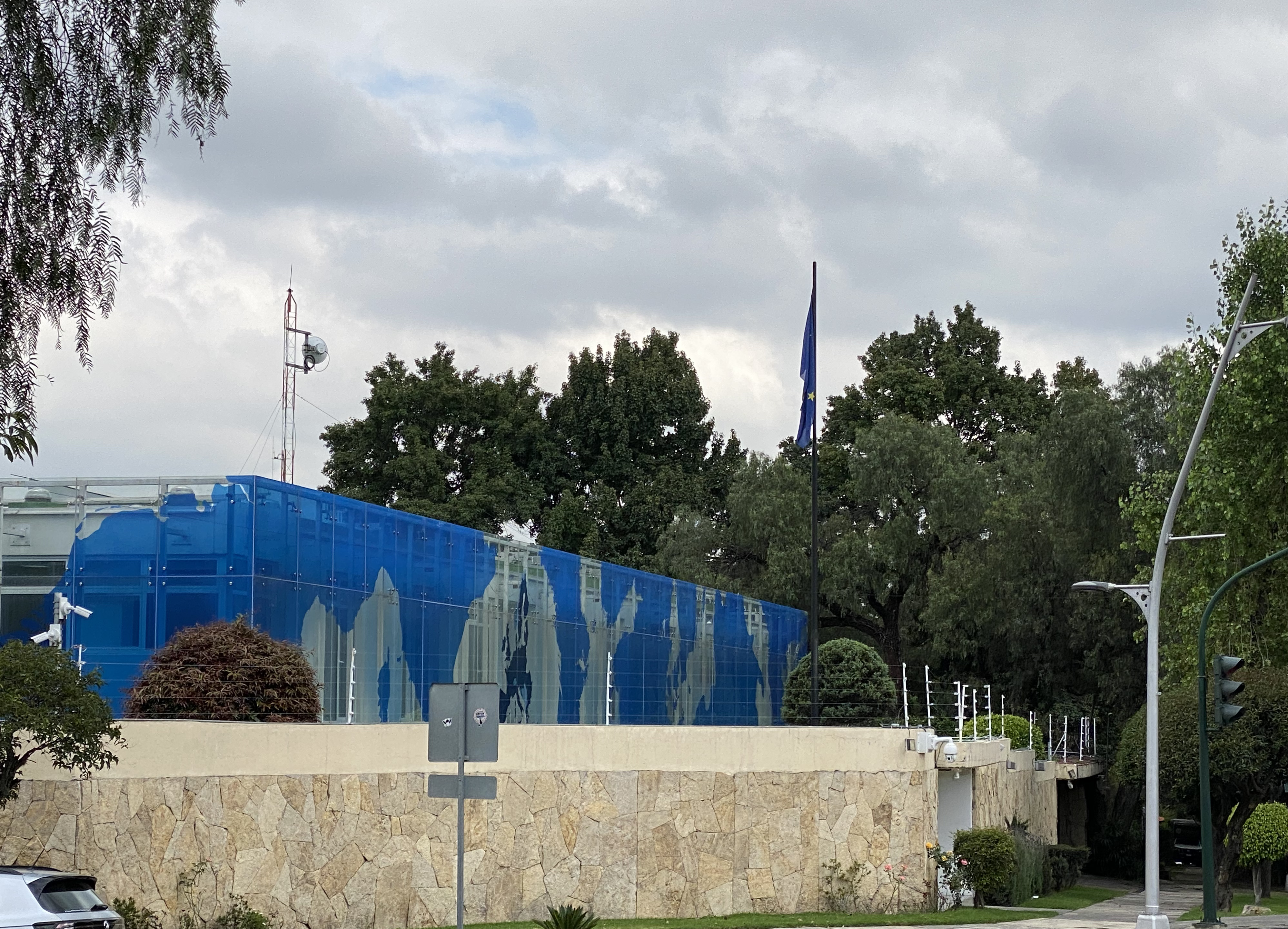
Delegación de la Unión Europea en la Ciudad de México

La UE es el segundo mercado de exportación de México después de Estados Unidos, y México es el 18º socio exportador de la UE. Las principales exportaciones de México a la UE son productos minerales, maquinaria, equipos eléctricos y de transporte e instrumentos fotográficos de precisión. Las exportaciones de la UE a México consisten en maquinaria, equipos eléctricos, equipos de transporte, productos químicos y minerales. En términos de servicios, México exporta servicios de transporte, transporte y construcción. La UE exporta servicios de transporte, viajes y computación.
Ambos tienen un TLC amplio y amplio que entró en vigor en octubre de 2000. Abarca los bienes, los servicios, la contratación pública, la competencia, la propiedad intelectual y la inversión. Los flujos de inversión bilateral son significativos. Un comité conjunto y comités especiales se reúnen una vez al año y un consejo conjunto se reúne semestralmente.
| Comercio UE-México en 2008 | Comercio UE-México en 2008 | Comercio UE-México en 2008 | Comercio UE-México en 2008 | Comercio UE-México en 2008 |
| Dirección del comercio     | Bienes                     | Servicios                  | Flujo de inversión         | Acciones de inversión      |
| -------------------------- | -------------------------- | -------------------------- | -------------------------- | -------------------------- |
| UE a México                | 15,9 mil millones €        | 4,8 mil millones €         | 5,6 mil millones €         | 49 mil millones €          |
| México a UE                | 9,9 mil millones €         | desconocido                | 0,9 mil millones €         | 11,4 mil millones €        |